# Dichapetalum letouzeyi
Espèce
Statut de conservation UICN

 CR D : 
En danger critique
Dichapetalum letouzeyi est une espèce de plantes à fleurs de la famille des Dichapetalaceae et du genre Dichapetalum selon la classification phylogénétique.
Son épithète spécifique letouzeyi fait référence à René Letouzey, botaniste africaniste réputé, auteur d'écrits scientifiques sur les plantes ligneuses du Cameroun.

## Découverte et description
Dichapetalum letouzeyi est une plante endémique du Cameroun. Elle est classée comme en danger critique d'extinction selon le critère D. On la trouve essentiellement au parc national de Korup.